# Scolopendra hermosa
Scolopendra hermosa – niewielki (do 11 cm długości ciała) gatunek skolopendry występujący jedynie na terenie Peru.